# Libyen
Libyen (arabisk: ليبيا, Lībīya, italiensk: Libia), officielt Staten Libyen (arabisk: دولة ليبيا, Dawlat Lībīya) er et land i Nordafrika. Det ligger med middelhavskysten i nord, og grænser mod Egypten i øst, Sudan i sydøst, Tchad og Niger i syd, og Algeriet og Tunesien i vest. Libyen er med sine 1,8 millioner km² Afrikas fjerdestørste land målt i areal, og det 16. største i verden. Af Libyens 5,7 millioner indbyggere bor 1,7 millioner i hovedstaden Tripoli. Landet er traditionelt inddelt i Tripolitania, Fezzan og Cyrenaika.
Libyen har tredjestørste BNP (KKP) pr. indbygger i Afrika, kun Seychellerne og Sydafrika har højere. En vigtig årsag til dette er landets store oliereserver og lave befolkningstal.
Libyen var fra 1969 til sommeren 2011 ledet af Muammar al-Gaddafi, hvis udenrigspolitik ofte havde bragt ham i konflikt med den vestlige verden og andre afrikanske landes regeringer. Libyen opgav imidlertid sit atomvåbenprogram i 2003, og Libyens relationer til omverdenen blev i en periode forbedret. I marts 2011 blev forholdet til omverdenen radikalt forværret, da FNs sikkerhedsråd vedtog sanktioner mod Libyens efter brutale reaktioner mod demonstranter i landet. I løbet af sommeren overtog en væbnet oprørsbevægelse herredømmet over landet, og det tidligere regime gik i opløsning.
Libyens flag var fra 1977 til lederen Gaddafi blev dræbt 20. oktober 2011 det eneste nationalflag i verden med kun én farve og uden nogen form for mønster, symboler eller andre detaljer. Under oprøret sommeren 2011 blev den gamle trikolore-version af flaget fra 1951 taget i brug igen. Også nationalsangen blev erstattet.

## Navn og etymologi
Statens navn på arabisk er arabisk: ليبيا Lībiyā; på berbisk: );
Navnet Libyen, er et berbisk navn for området og bliver omtalt i antikke egyptiske tekster som , R'bw (= Libu), som refererer til en af de berbiske stammer vest for Nilen. På græsk blev stammens medlemmer kaldt Libys og deres land for Libya. Udtrykket havde imidlertid en videre betydning i oldtidens Grækenland, da det indbefattede hele Nordafrika vest for Egypten. Senere, på Ibn Khaldūns tid, var den samme store stamme kendt som Lawata.

## Geografi
Libyen er, med sine 1.759.540 km² verdens 16. største land målt i areal. Libyens areal er lige så stort som Tyskland, Storbritannien og alle de fem nordiske lande tilsammen. Det grænser mod Middelhavet i nord, mod Tunesien og Algeriet i vest, mod Niger i sydvest, mod Tchad og Sudan i syd og mod Egypten i øst. Libyen er, med sine 1770 km det afrikanske land med længst kystlinje mod Middelhavet. Middelhavet nord for Libyen bliver ofte refereret til som Libyen-havet. Klimaet i Libyen er for det meste tørt og ørkenagtig. De nordligste områder har imidlertid et mere tempereret middelhavsklima.
Oaser findes spredt over hele Libyen. Blandt de vigtigste er Ghadames og Kufra. Mere end 90 % af landets areal er ørken eller halvørken. Libyens højeste punkt er Bikku Bitti i Tibesti, med en højde på 2267 meter. Landets laveste punkt er Sabkhat Ghuzayyil, en sænkning som ligger 47 meter under havoverfladen.

### Klima
Trods sit store areal har Libyen i praksis kun to klimazoner. Kystområderne i nord har Middelhavsklima med fugtige vintre og omkring 12 °C i januar, mod 26 °C i august. Her når middelnedbøren op i 400 mm, med nedbør i 30-35 dage i perioden november-februar.
Indlandet har ørkenklima med meget store temperatursvingninger, fra under 0 °C om vinteren til over 50 °C om sommeren. Nattetid om vinteren er kuldegrader ikke ualmindelige. Ekstreme dagtemperaturer går op mod 58 °C. Der er næsten ikke nedbør i det hele taget i de flade ørkenpartier.
Hver forår og efterår blæser en varm, tør, støvfuld scirocco (i Libyen kaldt gibli), en sydlig vind som varer fra en til fire dage. I april kan den bringe høje temperaturer med sig til den ellers kølige kystzone, gerne op mod 43 °C. Sandstorme forekommer hele året.

### Libyen-ørkenen
Den libyske ørken, som dækker det meste af det østlige Libyen, er et af de mest tørre områder på jorden. Enkelte steder kan der gå årtier uden regnfald, og selv i højereliggende områder er nedbør kun tilfældig, en gang hvert femte til tiende år. Ved Uweinat blev sidste nedbør registreret i september 1998.
På samme måde kan temperaturerne i den libyske ørken være ekstreme. I Al-Azizyah blev der i 1922 registreret 57,8 °C, som er højeste målte naturlige lufttemperatur på jorden nogensinde.
Der er nogle få spredte ubeboede oaser, almindeligvis i forbindelse med de største sænkninger, hvor man kan finde vand ved at grave nogle få meter ned i jorden. Vest i ørkenen er der spredte oaser i forbindelse med forskellige sænkninger, kaldt Kufra-gruppen, bestående af Tazerbo, Rebianae og Kufra.
Lidt længere syd finder man massiverne Arkenu, Uweinat og Kissu. Disse granitbjerge er meget gamle, og blev dannet længe før sandstenen som omgiver dem. Arkenu og det vestlige Uweinat er ringkomplekser ligesom dem man finder i Aïrbjergene. Det østlige Uweinat, som også er det højeste punkt i Libyen-ørkenen, er et ophøjet sandstensplateau som ligger med forbindelse med granitbjergene længere vest. Sletten nord for Uweinat har spredte eroderede vulkanske formationer.
Med opdagelsen af olie i 1950'erne blev der også opdaget store ferskvandsreservoirer under en stor del af landet. Vandet i disse reservoirer er fra før sidste istid, og har været der før dannelsen af Sahara-ørkenen. Libyen er også tilholdsstedet for Arkenu-kraterne, som er to krater fra et dobbelt nedslag for mindre end 140 millioner år siden.

### Flora og fauna
Kombinationen af lav nedbør og stærk fordamping (varme) gør Libyen til et karrig land med generelt lidt vegetation og dyre- og fugleliv. Bjergene langs kysten har derimod middelhavsklima, med tilsvarende flora som i landene omkring Middelhavet. Lavlandet langs kysten har steppevegetation. Skovarealet er øgende, takket være træpleje og skovplantning.
Dyrelivet omfatter typiske ørkenarter som ørkengazelle, hyæne, sjakal, ørkenspringmus, ørkenræv (fennek), afrikansk vildkat, anubisbavian (Papio anubis), æsel (Equus asinus) og hare. Der er en række amfibier, slanger og skorpioner. Fuglelivet omfatter blandt andet rovfugle.

## Demografi
Libyen har relativt få indbyggere sammenlignet med landets areal. Befolkningstætheden er ca. 3 personer pr. km² i de to nordlige regioner Tripolitania og Cyrenaika, og færre end en person pr. km² i landet forøvrig. Libyen er med dette et af de tyndest befolkede områder i verden. 90 % af befolkningen bor på mindre end 10 % af arealet, og da for det meste langs kysten. Mere end halvdelen af landets indbyggere bor i byer, og da først og fremmest koncentreret til landets to største byer, Tripoli og Benghazi.
Familieliv er vigtigt for libyske familier. De fleste libyske familier bor i boligblokke og andre uafhængige boligenheder, afhængig af boligbehov, indtægt og formue. Selv om libyske arabere traditionelt har levet som nomader i telt, har de nu bosat sig i forskellige byer. Af den grund bliver deres traditionelle levesæt gradvist visket ud. Et ukendt, men lille antal libyere bor fortsat i ørkenen, som deres familier har gjort i århundreder. Flertallet af befolkningen arbejder med industri eller i tjenestebaseret sektor, kun en lille del af befolkningen arbejder med jordbrug.

### Etniske grupper og indvandring
Indfødte libyere er en blanding af de oprindelig indfødte berbere, og senere ankomne arabere.
Der er mindre grupper af tuareger og tebuer, som lever helt eller delvis i en nomadetilværelse, syd i landet. De største grupper af udenlandske indbyggere i Libyen kommer fra andre afrikanske lande, og inkluderer nordafrikanere (først og fremmest egyptere og tunesere), og subsahariske afrikanere. Ifølge CIA factbook består 97 % af indbyggerne af libyske berbere og arabere, de resterende 3 % er grækere, maltesere, italienere, egyptere, afghanere, tyrkere, indere og subsahariske afrikanere. Dette er imidlertid kun den registrerede del af befolkningen. Libyen har også en større ulovlig indvandret subsaharisk afrikansk befolkning, som ifølge enkelte kilder estimeres til så mange som en million.

### Sprog
Libyens officielle sprog er arabisk, og det er også det mest brugte sprog i landet. Tamazight, som ikke har nogen officiel status i landet, bliver brugt af libyske berbere. Berbisktalende libyere er for det meste koncentreret til Jebel Nefusa-regionen (Tripolitania, og da til byen Zuwarah ved middelhavskysten, og oasebyerne Ghadames, Ghat og Awjila). I tillæg taler tuareger tamahaq, som er det eneste kendte nordlige tamasheq-sprog. Italiensk og engelsk bliver nogle gange brugt i de større byer. Italiensk bliver imidlertid næsten udelukkende brugt af den ældre del af befolkningen.

### Uddannelse
Libyens befolkning indbefatter 1,7 millioner studenter, hvoraf 270.000 studenter tager højere uddannelse. Uddannelse i Libyen er gratis for alle landets indbyggere, og obligatorisk op til gymnasieniveau. Andelen analfabeter i Libyen er lavest for hele Afrika; over 82 % af befolkningen kan læse og skrive. Efter at Libyen blev uafhængig i 1951, blev landets første universitet oprettet i Benghazi. Studieåret 1975/76 er antallet universitetsstudenter estimeret til 13.418, et tal som har øget til over 200.000 i 2004. Det hurtigt øgende antal studenter har givet udslag i en øgning af uddannelsesinstitutioner som tilbyder højere uddannelse. Siden 1975 har antallet universiteter vokset fra to til ni, og højskoler og skoler for yrkesrettet uddannelse er oppe i 84. Højere uddannelse bliver i Libyen finansieret over statsbudgettet. I 1998 udgjorde uddannelsessektoren 38,2 % af landets totale budget.

### Religion
Den klart mest udbredte religion i Libyen er islam, og hele 97 % af befolkningen tilhører denne. De allerfleste libyske muslimer er sunnimuslimer, og en hjørnesten for regeringens politik. En minoritet af muslimerne i landet (mellem 5 og 10 %) hører til ibadismen (en gren af kharijitismen), og så at sige alle disse bor i Jebel Nefusa og i Zuwarah.
Indtil 1930'erne var Sanussi-bevægelsen den ledende islamske bevægelse i Libyen. Dette var en religiøs retning som var tilpasset ørkenlivet. Dens zawaayaa (religiøse bygninger) befandt sig i Tripolitania og Fezzan, men bevægelsen stod stærkest i Cyrenaika. Sanussi-bevægelsen reddede regionen fra uroligheder og anarki, og gav stammebefolkningen i Cyrenaika en religiøs tilknytning og følelsen af enhed og mening. Denne islamske bevægelse, som med tiden blev slået ned på og fjernet af både den italienske invasion, og senere Gaddafis regering, var meget konservativ, og noget anderledes end den islam som praktiseres i Libyen i dag. Gaddafi forsikrer om at han er en hengiven muslim, og at hans regering har en aktiv rolle i at støtte islamske institutioner, og i spredningen af islam, på verdensbasis. En libysk form for sufisme er også almindelig i dele af landet.
Der findes mindre kristne grupperinger, bestående af næsten udelukkende udlændinge. Et lille gruppe anglikanere, bestående af for det meste immigrerede afrikanske arbejdere, holder til i Tripoli, og disse er en del af et egyptisk bispedømme. Der findes også anslagsvis 40.000 katolikker i Libyen, som betjenes af to biskopper, en i Tripoli (for italienere) og en i Benghazi (for maltesere).
Libyen var indtil nylig tilholdssted for et af de ældste jødiske samfund i verden, som havde holdt til der siden mindst det 3. århundrede f.Kr. En serie pogromer fra november 1945 og de følgende tre år, stod for en dramatisk reduktion af den jødiske befolkning i landet. I 1948 var der ca. 38.000 jøder igen. I forbindelse med Libyens uafhængighed i 1951 flygtede mange af de resterende jøder fra landet. Efter Suezkrisen i 1956 flygtede resten af jøderne bosat i Libyen, med undtagelse af ca. 100 jøder.

## Historie
Arkæologiske fund tyder på, at sletterne langs Libyens kyst var beboet så tidligt som det 8. årtusinde f.Kr. af et neolitisk folk, som både etablerede husdyrhold af kvæg og drev agerbrug. Det område, som i dag er kendt som Libyen, har været underlagt en række forskellige folkegrupper. Både fønikerne, karthagerne, grækerne, romerne, vandalerne og byzantinerne, har hersket over hele eller dele af området. Bortset fra ruiner i Kyrene, Leptis Magna og Sabratha, efterladt af henholdsvis grækerne og romerne, er der kun få spor af disse antikke kulturer.

### Fønikerne
Fønikerne var de første til at etablere handelsstationer i Libyen, da handelsrejsende fra Tyr, (i dagens Libanon) udviklede handelsforbindelser med berbiske stammer og lavede aftaler med dem, for at sikre sig deres samarbejde ved udvindingen af råvarer. I løbet af det 5. århundrede f.Kr. havde Karthago, den største af de fønikiske kolonier, udvidet sit hegemoni over store dele af Nordafrika, hvorfra punerne fremstod som en egen civilisation. Puniske bosættelser langs kysten af Libyen inkluderede Oea (Tripoli), Libda (Leptis Magna) og Sabratha. Alle disse var i et område, som senere blev kaldt Tripolis, eller "De tre byer". Libyens nuværende hovedstad Tripoli har fået sit navn efter dette område.

### Grækerne
Grækerne erobrede det østlige Libyen da, ifølge traditionen, emigranter fra den overbefolkede ø Thera blev beordret af oraklet i Delfi, til at finde sig et nyt hjem i Nordafrika. I 631 f.Kr. grundlagde de byen Kyrene. Inden der var gået 200 år var yderligere fire vigtige græske byer blevet etableret i området: Barka (Al Marj), Euhesperides (senere kendt som Berenike, i dag Benghazi), Teuchira (senere Arsinoe, i dag Tukrah) og Apollonia (Susah), som var Kyrenes havneby. Sammen med Kyrene blev de kendt som Pentapolis (De fem byer).

### Romerne
Romerne forenede regionerne i Libyen. Og i mere end 400 år var Tripolitania og Cyrenaika velstående romerske provinser. Romerske ruiner, som dem man finder i Leptis Magna, vidner om en levende region, hvor folkerige byer og også befolkningen i mindre byer, kunne nyde bylivets bekvemmeligheder. Handelsmænd og håndværkere fra mange dele af den romerske verden etablerede sig i Nordafrika, men byerne i Tripolitania beholdte sine puniske karaktertræk, og Cyrenaika sit græske.

### Araberne
Under kalif Uthmans regeringstid erobrede araberne, ledet af general Abdullah ibn Saad, Libyen i det 7. århundrede e.Kr. De følgende århundreder tog en stor del af befolkningen i Libyen islam til sig, også det arabiske sprog og kulturen.

### Osmannerne
Osmanske tyrkere erobrede landet midt i 1500-tallet. Og de tre provinser, eller Wilayaerne Tripolitania, Fezzan og Cyrenaika (som sammen udgør Libyen), forblev en del af det Osmanniske Rige, med undtagelse af en periode med selvstyre under Karamanlidynastiet. Karamanlidynastiet regerede fra 1711 til 1835, primært i Tripolitania, men det havde også indflydelse i Fezzan og Cyrenaika i midten af 1700-tallet. Dette udgjorde et første glimt af det genforenede og uafhængige Libyen, som skulle genopstå to århundreder senere. Genforeningen skete, ironisk nok, ved en invasion under (Den italiensk-tyrkiske krig, 1911-1912) og en okkupation fra 1911, hvor Italien samtidig omgjorde de tre regioner til kolonier.

### Italiensk koloni
Italien antog navnet "Libyen" (brugt af grækerne for hele Nordafrika, med undtagelse af Egypten) som officielt navn på kolonien (som var sammensat af de tre provinser Cyrenaika, Tripolitania og Fezzan). Kong Idris 1., Emir af Cyrenaika, ledede modstanden mod den italienske okkupationsmagt mellem de to verdenskrige. I årene fra 1943 til 1951 var Tripolitania og Cyrenaika under britisk administration, mens Frankrig kontrollerede Fezzan. Idris vendte tilbage fra asyl i Kairo i 1944, men afslog at bosætte sig permanent i Cyrenaika indtil enhver udenlandsk kontrol blev fjernet i 1947. Ifølge betingelserne fra fredsaftalen med de allierede i 1947, opgav Italien alle krav knyttet til Libyen.

### Kongeriget Libyen
Den 21. november 1949 antog FN's generalforsamling en resolution som fastslog at Libyen skulle blive uafhængig før 1. januar 1952. Idris repræsenterede Libyen i de følgende forhandlinger med FN. 24. december 1951 erklærede Libyen sin uafhængighed som Kongeriget Libyen, et konstitutionelt, arvelig monarki under kong Idris.
Opdagelsen af betydelige oliereserver i 1959 og de følgende indtægter fra salg af olie, gjorde at Libyen gik fra at være en af verdens fattigste nationer til at blive en meget velstående stat. Selv om olien muliggjorde dramatiske øgninger i regeringens budgetter, var der øget utilfredshed i befolkningen over den øgede koncentration af landets rigdom, som faldt i hænderne på kong Idris og landets øvrige elite. Denne utilfredshed fortsatte med at øges da nasserisme og arabisk nationalisme spredte sig i Nordafrika og Mellemøsten.

### Gaddafis statskup
1. september 1969 gennemførte en lille gruppe officerer, ledet af officeren Muammar Abu Minyar al-Gaddafi, et statskup imod Kong Idris 1. Idris var i Tyrkiet for medicinsk behandling mens dette skete. Hans nevø, prins Sayyid Hasan ar-Rida al-Mahdi as-Sanussi, blev ny konge. Men det blev hurtigt klart at de revolutionære officerer, som havde offentliggjort kong Idris afgang, ikke ønskede Sayyid som ny konge. Han blev afsat og sat i husarrest samme dag. Monarkiet blev afskaffet og Gaddafi, som udråbte Libyen som den nye libyske arabiske republik, bliver fortsat betegnet som "Broderlig Leder og Guide for Revolutionen" i officielle udtalelser og presse.

### Oprøret i Libyen 2011
Den 15. februar 2011 udbrød der oprør i Libyen, der efterhånden udviklede sig til en borgerkrig, og som 17. marts medførte at FN's Sikkerhedsråd vedtog at oprette en flyveforbudszone over Libyen, for at beskytte civilbefolkningen. Oprøret er sandsynligvis inspireret af af oprøret i den arabiske verden i 2010 og 2011. Muammar al-Gaddafi, der længe var eftersøgt, blev fanget ved Sirte og ved en skudduel mellem tilhængere og modstandere blev han dræbt 20. oktober 2011.
Efter borgerkrigens slutning den 23. oktober 2011 erklærede Overgangsrådet Libyen for befriet. Den 7. juli 2012 blev Libyens første demokratiske valg i mere end 40 år afholdt.

## Politik
Der var to statslige grene i Libyen. Den "revolutionære sektor" bestod af revolutionslederen Gaddafi, revolutionskomiteerne og de resterende medlemmer af det revolutionære kommandoråd på 12 medlemmer, som blev oprettet i 1969. Det historiske revolutionære lederskab var ikke indvalgt, og de kunne heller ikke bortvælges. De havde deres magt og deres positioner med baggrund i deres rolle i revolutionen.
Den lovgivende del af staten bestod af lokale folketing for hver af de 1500 valgkredse man finder i byerne, 32 sha'biyat-folketing for regionerne, og den Nationale Folkekongres. De lovgivende organer er repræsenteret med tilsvarende organ for udøvende magt (lokale folkekomiteer, folkekomiteer for sha'biyaterne og den Nationale Folkekongres' komité/kabinet).
Hvert fjerde år valgte medlemmerne af de lokale folketing deres egne ledere og sekretærer for folkekomiteerne, nogle gange efter meget debat og en kritisk afstemning. Lederskabet for hvert lokale folketing repræsenterede sin lokale valgkreds ved Folketingets næste niveau. Medlemmerne af den Nationale Folkekongres valgte medlemmerne af den Nationale Folkekongres' komité (kabinet) under sine årlige møder.
Regeringen kontrollerede både statslige og halvautonome medier. I tilfælde som brød med "visse tabuer", er privat presse blevet censureret, selv om artikler som er kritiske mod landets politik er efterspurgte, og nogle gange med hensigt publiceret af det revolutionære lederskab selv som et led i indledende reformer.
Politiske partier blev forbudt i 1952, men ifølge en lov fra 1971 var det tilladt at danne ikke-statslige organisationer. Disse må imidlertid tilpasse sig revolutionens mål, og de er få i antal sammenlignet med Libyens nabolande. Fagforeninger eksisterede ikke, men en række fagorganisationer er integreret i statsstrukturen, på samme måde som folketingene og komiteerne. Medlemmerne af disse organisationer havde ikke strejkeret. Fagorganisationerne sendte delegater til den Nationale Folkekongres.
Libyens udenrigspolitik har gennemgået store ændringer siden staten blev oprettet 24. december 1951. Som kongerige indtog Libyen en provestlig holdning, men blev opfattet som tilhørende til den konservative traditionelle blok af stater tilhørende den Arabiske Liga, hvor landet også blev medlem i 1953. Regeringen var nært allieret både med Storbritannien og USA, og begge disse lande havde militærbaser i Libyen. Libyen dannede også nære forbindelser med Frankrig, Italien og Grækenland, og der blev oprettet fuldstændige, diplomatiske forbindelser med Sovjetunionen i 1955.
Selv om regeringen støttede det arabiske folks sager, som inkluderede uafhængighedsbevægelserne i Marokko og Algeriet, tog den i lille grad del i mellemøsten-konflikten eller i den turbulente interarabiske politik som blev ført i 1950- og tidlig 1960'erne. Kongeriget Libyen var kendt for sine nære forbindelser med vesten, og der i alt hovedsagelig blev ført en konservativ politik på hjemmebane.
Efter statskuppet i 1969 lukkede Gaddafi amerikanske og britiske baser, og nationaliserede delvis udenlandske olieinteresser og anden kommerciel virksomhed i Libyen. Han spillede også en nøglerolle i at tage brug i olieembargo som politisk virkemiddel, i håb om at en øgning i olieprisen og embargoen i 1973 skulle kunne presse vesten, og da specielt USA, til at opgive støtten til Israel. Gaddafi afviste både kommunismen fra øst, og kapitalismen fra vest, og hævdede at han valgte en middelvej i valg af styresæt for landet.
I 1980'erne distancerede Libyen sig gradvis fra Vesten, og blev beskyldt for at stå bag statsstøttet terrorisme i stor skala. Da bevis for libysk indblanding i diskotekbomben i Berlin i 1986 forelå, hvor to amerikanske soldater blev dræbt, svarede USA med at gennemføre et luftangreb mod mål i nærheden af Tripoli og Benghazi i april samme år.
I 1991 blev der rejst tiltale mod to libyske efterretningsagenter i USA og Skotland for deres roller i bombningen af Pan Am flight 103. Seks andre libyere blev stillet for retten in absentia for bombningen af UTA Flight 772. FN's sikkerhedsråd krævede at Libyen skulle udlevere de mistænkte, samarbejde i efterforskningen af flybombningerne, betale erstatning til ofrenes familier og standse al støtte til terrorisme. Libyen afvisning af at give et svar på kravene førte til at Resolution 748 blev vedtaget, noget som betød sanktioner mod landet oprettet for at fremtvinge et svar fra Libyen. Libyens fortsatte modstand førte til yderligere FN-sanktioner i november 1993.
I 2003, mere end et årti efter at sanktionerne mod Libyen blev indledt, ændrede Libyen politisk kurs overfor den vestlige verden, med en åben intention om et bedre forhold mellem Libyen og vesten. Den libyske regering offentliggjorde sin beslutning om at opgive sit program for fremstilling af masseødelæggelsesvåben, og at udbetale næsten tre milliarder amerikanske dollars i erstatning til familierne af ofrene for flybombningerne i slutningen af 1980'erne. Beslutningen blev ønsket velkommen af mange vestlige lande, og blev set på som et vigtigt skridt i retning af at Libyen igen kunne blive en del af det internationale samfund. Siden 2003 har landet arbejdet i retning af et normaliseret forhold til EU-landene og USA, og står også bag udtrykket "Libyen-modellen", ment som et eksempel på hvad der kan opnås ved forhandlinger i stedet for magt, når der bliver vist vilje til det fra begge sider.
USAs udenrigsdepartement offentliggjorde 15. maj 2006, at det ville genoptage sine fulde diplomatiske forbindelser med Libyen eftersom landet afsluttede sit våbenprogram. Udenrigsdepartementet fjernede også Libyen fra sin liste over stater som støtter terrorisme, hvor Libyen havde været i 27 år.
Den 16. oktober 2007 blev Libyen indvalgt i FN's sikkerhedsråd for to år, med virkning fra januar 2008.
Den 15. februar 2011 udbrød oprør i Libyen, der efterhånden udviklede sig til en borgerkrig, og som 17. marts medførte at FN's Sikkerhedsråd vedtog at oprette en flyveforbudszone over Libyen, for at beskytte civilbefolkningen. Oprøret er sandsynligvis inspireret af af oprøret i den arabiske verden i 2010 og 2011. Muammar al-Gaddafi, der længe var eftersøgt, blev fanget ved Sirte og ved en skudduel mellem tilhængere og modstandere blev han dræbt 20. oktober 2011.
Efter borgerkrigens slutning den 23. oktober 2011 erklærede Overgangsrådet Libyen for befriet. I begyndelsen af november erklærede brigadernes repræsentanter, at de ville beholde deres våben, indtil der er blevet valgt en ny regering. Den 31. oktober 2011 blev Abdurrahim El-Keib valgt med 26 af 51 stemmer som ny leder af Overgangsregeringen og dermed valgt til at være Libyens ministerpræsident.
Den 22. november 2011 præsenterede el-Kib 22. november 2011 den nye provisoriske regering, som skal forsone de regionale og ideologiske interesser. Nøglepositionerne i regeringen gik til de tidligere oprørsledere.
Den 7. juli 2012 blev libyens første demokratiske valg i mere end 40 år afholdt. Fire måneder efter parlamentsvalget, fik ministerpræsident Ali Zidan (valgt 14.Oktober 2012) den 2. november 2012 godkendt sin nye regering i den libyske nationalforsamling GNC. Regeringen består af 27 ministre og tre viceministre. Den er sammensat af medlemmer fra alle politiske kredse.
Den vigtigste opgave for regeringen er formentlig at få styr på den manglende sikkerhed i landet og få kontrol med de mange militser, der har rødder i oprøret mod Gaddafi.

### Germa Lionel-sagen (1984)
I 1984 blev det norske fragtskib Germa Lionel taget i arrest i Libyen. Skibet, som havde et mandskab på 14 norske sømænd, blev holdt under streng bevogtning i havneområdet i 67 dage. Sømændene som arbejdede om bord på skibet, var beskyldt for spionage, og måtte ikke forlade skibet. Sømændene blev bevogtet af bevæbnede vagter, som sommetider var stærkt spirituspåvirket. Flere af mandskabet blev taget ind til afhøring, og også udsat for tortur. Matros Bjørn Pedersen blev tortureret til døde, overstyrmand Bjørn Ivar Johansen blev stærkt mishandlet, mens Arnold Kiil blev fængslet.

### HIV-sagen (1999-2007)
Fem bulgarske sygeplejere og en palæstinensisk læge blev tiltalt for med forsæt at have smittet 426 libyske børn med HIV ved et børnesygehus i Benghazi, som en del af et påstået komplot fra vest for at destabilisere regimet. I begyndelsen var 23 bulgarere og flere libyske sygehusansatte tiltalt, men efterforskningen begrænsede antallet til fem sygeplejere, to læger, en bulgarsk og en palæstinensisk, og flere libyske sygehusansatte. I 2004 blev den bulgarske læge, Zdravko Georgiev, frifundet i sagen, men blev fundet skyldig i ulovlige transaktioner i udenlandsk valuta, og dømt til fire års fængsel og 600 dinarer i bøde. Han blev imidlertid umiddelbart sat fri, siden han allerede havde været i varetægt i fem år. De resterende fem sygeplejere og den palæstinensiske læge blev dømt til døden, men de ankede. Efter en ny retssag blev de i 2006 igen dømt til døden, men også denne dom blev anket. Dommen blev opretholdt i libysk højesteret. Domstolens metoder blev kritiseret af flere menneskerettighedsorganisationer, og dommene blev fordømt af USA og EU. Den 17. juli 2007 blev dommene imidlertid ændret til livsvarig fængsel. Efter lange og komplicerede forhandlinger med deltagere fra EU, Tyskland, Frankrig og flere andre, blev alle de fem bulgarske sygeplejere og den palæstinensiske læge udleveret til Bulgarien, hvor de blev benådet.

### Konflikten mellem Libyen og Tchad (1978-1987)
Konflikten mellem Libyen og Tchad var en tilstand med sporadisk krigsførelse som foregik fra 1978 til 1987. Fire gange disse år blev der foretaget interventioner fra Libysk side. Den oprindelige hensigt til Gaddafis indblanding i Tchad, var hans ambitioner om at besætte Aouzoustriben, den nordligste del mod Tchad, som grænser mod Libyen, med begrundelse i en uratifiseret aftale fra kolonitiden. Ifølge historikeren Mario Azevedo havde Gaddafi også ambitioner om at danne en "klientstat" syd for Libyen, en islamsk republik udformet på samme måde som hans jamahiriyya.
Efter at Libyen blev drevet ud af området i 1987, har landene normaliseret forholdet sig imellem, og konflikten om Aouzoustriben blev endelig afgjort af Den internationale domstol i Haag 3. februar 1994.

### Menneskerettigheder
Ifølge USA's udenrigsdepartements årlige rapport om menneskerettigheder for 2004 var Libyens autoritære regime fortsat et af de regimer i verden som havde mange menneskerettighedsbrud. 
Nogle af de mange og alvorlige overgreb fra statslig side inkluderede dårlige fængselsforhold, vilkårlige arrestationer og forvaringer, fanger som bliver holdt isoleret, og politiske fanger som har siddet fængslet i årevis uden tiltale og rettergang. Retssystemet var statskontrolleret, og libyere som blev tiltalt, havde ikke ret på en offentlig og korrekt rettergang. Libyere havde ikke ret til at udbytte sin regering. Ytringsfrihed, pressefrihed, forsamlingsfrihed og religionsfrihed var begrænset, og uafhængige menneskerettighedsorganisationer var ikke tilladt. Etniske minoriteter og minoritetsstammer blev diskrimineret, og staten lagde fortsat begrænsninger på udenlandske arbejderes rettigheder.
Freedom House rangerede i 2005 de politiske rettigheder og borgerrettigheder i Libyen til 7 på en skala fra 1 til 7, hvor 7 er mindst fri, noget som gav nationen ratingen "ikke fri".

## Administrativ inddeling
Den administrative inddeling i Libyen har været gennem omfattende forandringer de senere år. Efter statsdannelsen var Libyen inddelt i guvernementer (Muhafazat), men landet blev senere inddelt i 25 kommuner (baladiyat). Disse blev senere igen inddelt i 32 nye kommuner (sha'biyah). Nyligt blev disse omstruktureret til 22 kommuner. Den følgende liste og kort viser den forrige inddeling, som afviger noget fra den nuværende inddeling.
| De 32 kommuner er:              | De 32 kommuner er:             | Kommuner i Libyen |  |
| 1 Ajdabiya                      | 17 Ghat                        | Kommuner i Libyen |  |
| 2 Al Butnan                     | 18 Ghadamis                    | Kommuner i Libyen |  |
| 3 Al Hizam Al Akhdar            | 19 Gharyan                     | Kommuner i Libyen |  |
| 4 Al Jabal al Akhdar (Al-Baida) | 20 Murzuq                      | Kommuner i Libyen |  |
| 5 Al Jfara                      | 21 Mizdah                      | Kommuner i Libyen |  |
| 6 Al Jufrah                     | 22 Misratah                    | Kommuner i Libyen |  |
| 7 Al Kufrah                     | 23 Nalut                       | Kommuner i Libyen |  |
| 8 Al Marj                       | 24 Tajura Wa Al Nawahi AlArba' | Kommuner i Libyen |  |
| 9 Al Murgub                     | 25 Tarhuna Wa Msalata          | Kommuner i Libyen |  |
| 10 An Nuqat al Khams            | 26 Tarabulus (Tripoli)         | Kommuner i Libyen |  |
| 11 Al Qubah                     | 27 Sabha                       | Kommuner i Libyen |  |
| 12 Al Wahat                     | 28 Surt                        | Kommuner i Libyen |  |
| 13 Az Zawiyah                   | 29 Sabratha Wa Surman          | Kommuner i Libyen |  |
| 14 Benghazi                     | 30 Wadi Al Hayaa               | Kommuner i Libyen |  |
| 15 Bani Walid                   | 31 Wadi Al Shatii              | Kommuner i Libyen |  |
| 16 Darnah                       | 32 Yafran                      | Kommuner i Libyen |  |

## Økonomi
| Økonomiske nøgletal         | Værdi         | % af BNP | År, kilde           |
| --------------------------- | ------------- | -------- | ------------------- |
| BNP                         | 50,3 mrd US$  |          | 2006, Verdensbanken |
| BNP (vækst) (Verdensbanken) | 3,53 %        |          | 2005, UNDP          |
| Konsumpriser                |               |          | 2004, UNDP          |
| Handelsbalance              | 15,86 mrd US$ |          | 2005, UNDP          |
| Betalingsbalance            | 14,95 mrd US$ |          | 2005, UNDP          |
| Udviklingshjælp (fra FN)    | 0,10 mrd US$  |          | 2005, UNDP          |
| BNP pr. indb                | 6.351 US$     |          | 2005, UNDP          |

Den libyske økonomi er først og fremmest baseret på indtægter fra landets olieindustri, som står for praktisk talt al indtægt fra eksport og omtrent en fjerdedel af landets bruttonationalprodukt (BNP). Disse olieindtægter, samt Libyens lave indbyggertal, gør at Libyen er et af de lande i Afrika med højest BNP pr. indbygger, og har muliggjort at Libyen kan tilbyde sine indbyggere et omfattende og imponerende velfærdstilbud, specielt indenfor bolig og uddannelse.
Sammenlignet med sine nabolande, er fattigdommen i Libyen meget lille, både absolut og relativt. Libyske embedsmænd har de sidste tre år gennemført økonomiske reformer som et led i en større kampagne for at reintegrere landet i den globale kapitalistiske økonomi. Disse tiltag skød fart efter at FN's sanktioner mod landet blev ophævet i september 2003, og da Libyen opgav planerne for udvikling af masseødelæggelsesvåben.
Libyen har startet gennemføringen af enkelte markedsorienterede reformer. Disse inkluderer ansøgelse om medlemskab i Verdenshandelsorganisation, reducerede subsidier og tilkendegivelse af planer om privatisering.

### Erhvervsliv
Produktionsindustri som ikke er oliebaseret, og konstruktionsindustri, som tilsammen står for ca. 20 % af BNP, er blevet udvidet fra primært produktion af jordbrugsprodukter til også at inkludere produktion af petrokemiske produkter, jern, stål og aluminium. Klimatiske forhold og dårlig jordsmon er faktorer som i høj grad begrænser jordbrugsproduktionen, så Libyen importerer cirka 75 % af sin mad. Tilgang til vand er også et problem, cirka 28 % af befolkningen havde i 2000 ikke tilgang til rent drikkevand. Verdens største vandindvindingsprojekt Den Store Menneskeskabte Flod blev iværksat for at afbøde dette problem.
Under tidligere statsminister Shukri Ghanem og nuværende statsminister Baghdadi Mahmudi har Libyen gennemgået et økonomisk boom. Mange statsstyrede virksomheder er blevet privatiseret, og internationale olieselskaber, som Shell og ExxonMobil, er vendt tilbage til landet. Turismen i landet er på fremmarch, noget som vil lede til øget efterspørgsel efter kapacitet for hoteller og lufthavne, som Tripoli International Airport. Midler til større renoveringer af landets lufthavne er nyligt blievet godkendt af Libyens regering. Libyens regering håber at kunne øge antal turister fra dagens 130.000 til ti millioner. Muammar al-Gaddafis ældste søn Saif al-Islam al-Gaddafi er engageret i et grønt udviklingsprojekt med det formål at trække turister til Kyrene og at bevare de græske ruiner i området.

## Kultur
Libyen er kulturelt ligesom sine nabolande i Maghreb-regionen. Libyere betragter sig selv for i stor grad at være en del af et større arabisk samfund. Den libyske stat viser at de ønsker at styrke denne følelse ved indføringen og opretholdelsen af arabisk som eneste officielle sprog, og ved at forbyde undervisning i, og til og med brug af det berbiske sprog. Libyske arabere har arvet traditionerne knyttet til nomadiske beduiner, og associerer dem selv med en bestemt beduinstamme.
Som for mange andre lande i den arabiske verden, har Libyen få teatre og kunstgallerier. I mange år var der ikke offentlige teatre i Libyen, og der var bare nogle få biografer som viste udenlandske film. Libyens folkelige kulturtraditioner er imidlertid levende, med grupper som spiller musik og udfører dans ved hyppigt afholdte festivaler, både indenlands og udenlands. 
På libysk tv bliver det væsentligste af sendefladen afholdt til fremvisning af forskellige retninger inden for traditionel libysk musik. Tuaregisk musik og dans er populært i Ghadames og sydover. Libyske tv-programmer er for det meste på arabisk, men med 30-minutters nyhedsudsendelser på engelsk og fransk hver nat. Regeringen holder streng kontrol med alt indhold i libyske medier. Den strenge statslige fjernsynspolitik har ført til at video og satellitfjernsyn er udbredt i landet. En analyse nyligt udført af Committee to Protect Journalists viste at Libyens medier er de strengest kontrollerede i den arabiske verden. For at rette op på dette, har libyske styremagter planer om indføring af privat media. Dagsavisen Al-Fajr al-Jadid udkommer i Tripoli.
Mange libyere benytter sig af landets strande. Landets godt bevarede arkæologiske steder, som Leptis Magna, som regnes for at være en af de bedst bevarede steder fra romertiden, er også blandt de populære rekreationssteder som bliver benyttet af libyere.
Landets hovedstad Tripoli har mange gode museer og biblioteker. Disse inkluderer det statslige bibliotek, etnografiske museum, arkæologiske museum, nationalarkivet, epigrafiske museum og islamske museum. Jamahiriya-museet, bygget i samråd med UNESCO, er landets mest berømte. Det har en af de bedste samlinger af klassisk kunst i middelhavsområdet.

### Mad og drikke
Mad i Libyen har sine rødder fra kulturer i Nordafrika og Middelhavet. Lam er et populært kød i landet, selv om oksekød også spises af mange libyere. Svinekød serveres ikke, da befolkningen er muslimsk, mens kun private selskaber får serveret alkohol. Mange libyske måltider serveres sammen med friske frugter som melon, druer, nektariner, abrikoser og citrusfrugter, og almindelige libyske retter er couscous, bazin, som er en slags usødet kage, og shurpa, der er en suppe. Libyske restauranter serverer international mad eller retter med lammekød, kylling, grøntsagsgryderetter, kartofler og makaroni.

### På engelsk
- Discover Libya Arkiveret 11. august 2013 hos  Wayback Machine
- Libyan Embassy Washington D.C. Arkiveret 21. september 2008 hos  Wayback Machine
- A Window to Libya by Tarek Alwan
- Worldstatesmen.org's History and list of rulers of Tripolitania, Cyrenaica, Fezzan and Libya (before and after unification).
- Libyan People's Bureau (Libyan Embassy), London – UK
- Libyan People's Bureau (Libyan Embassy), Ottawa
- Libyan American Chamber of Commerce Arkiveret 2. november 2008 hos  Wayback Machine
- Limes Tripolitanus Arkiveret 7. februar 2007 hos  Wayback Machine
- CIA World Factbook – Libya Arkiveret 24. december 2016 hos  Wayback Machine

### På arabisk
- Den libyske regerings hjemmeside Arkiveret 23. november 2008 hos  Wayback Machine
- Det libyske udenrigsdepartements hjemmeside Arkiveret 12. november 2006 hos  Wayback Machine
- Libyan Cultural Affairs, London. Arkiveret 12. oktober 2008 hos  Wayback Machine

27°N 17°Ø / 27°N 17°Ø